# 克洛阿角
克洛阿角（英語：Kloa Point）是南極洲的海岬，位於肯普地，處於戈特利角以北6公里的愛德華八世高原，挪威製圖師根據該國拍攝的空中照片繪入地圖，現時由南極條約體系管理。